# 丹绒武雅
丹绒武雅，是马来西亚槟城州东北县乔治市的市郊，位于乔治市市中心6.5公里外的槟岛北岸，处于峇都丁宜和丹绒道光之间，也是槟岛市的一个海滩景点。丹绒武雅附近也兴建了许多高楼酒店和旅社，同时也是槟城拉曼理工大学槟城分校所在地。
当地有5.7%居民是外国人，其中1960至70年代丹绒武雅曾是澳大利亚皇家空军军人在槟城的居住地也因位于槟岛北岸，丹绒武雅曾受2004年印度洋大地震袭击。而近期丹绒武雅发生土崩工地意外，造成约14人丧命，槟州政府也即刻暂停开发山坡。华人以福建裔居多, 當地主要通用槟城福建话（闽南语）。